# Zoopsychologie
Zoopsychologie je vědecká disciplína, která se zabývá zkoumáním základních i celkových zákonitostí chování zvířat, popř. jejich společenství. Bádání v zoopsychologii také poskytuje podklady pro fylogenetickou interpretaci psychiky, vychází z objektivní metody experimentálního studia chováni živočichů a z odvozování nebo bezprostředního sledování jeho fyziologických a sociálních determinant.
Zoopsychologie jako vědecká disciplína se ve svém určitém období (60.-70. léta 20. století) překrývala a splývala s etologií. Předmět zájmu zoopsychologie se prudce přesunul na zákonitosti sociálního chování živočichů. Některé aspekty jsou aplikovány i v psychologii člověka. 